# Orange Bank
Orange Bank (anciennement Groupama Banque) est une banque en ligne française, active du 26 mars 2003 au 31 décembre 2024 et est une filiale de l'opérateur français Orange.

## Historique
Le 22 avril 2016, Orange et Groupama signent un accord visant à développer une banque en ligne[réf. nécessaire].
Le lancement d'Orange Bank a lieu le 2 novembre 2017,. Quatre mois après son lancement, Orange Bank revendique 100 000 clients. La banque annonce se lancer dès le 23 mars 2018 dans le crédit à la consommation. Le 29 octobre 2019, Orange Bank compte 344 000 comptes ouverts. Le 30 juillet 2020, la banque annonce un million de clients[réf. nécessaire].
Au premier semestre 2018, le produit net bancaire est de 26 millions d'euros et la perte enregistrée de 68 millions d'euros. À partir du 19 novembre 2020, Orange Bank remplace ses cartes de paiement Visa par Mastercard,. Le 6 janvier 2021, Orange Bank annonce le rachat de la néo-banque Anytime, spécialisée sur le segment professionnel.
Le 1er octobre 2021, Orange acquiert la participation de Groupama de 21,7 % dans Orange Bank et souscrit à une augmentation du capital d'Orange Bank de 230 millions €.
Le 1er juin 2023, Orange cherche un acheteur pour sa banque en ligne déficitaire malgré les sommes élevées investies. Le 28 juin 2023, BNP Paribas via sa banque en ligne Hello bank! est choisie[Par qui ?] pour la reprise de la base client d'Orange Bank en France, sans reprendre l'activité, ni les salariés. La base client d'Orange Bank en Espagne est transférée à Cetelem (également filiale de BNP Paribas),. La banque a cumulé au total près d'un milliard d'euros de pertes d'exploitation.
Le 23 janvier 2024, Orange met en vente sa filiale pour les professionnels, la néo-banque Anytime afin de mettre un terme définitif à son aventure dans le monde bancaire. Elle signe un accord de vente le 23 mai 2025 avec le Crédit coopératif.
Le 27 février 2024, Hello Bank! propose une offre financière de bienvenue pour permettre d’attirer les clients d’Orange Bank. Orange Bank avait 280 000 clients, dont 105 000 clients ont opté pour la mobilité bancaire,. Après la fin de cette offre de mobilité bancaire, Orange Bank informe les clients restants de la clôture progressive de leurs comptes, dont les derniers comptes sont clôturés avant la fin de l'année 2024. Le groupe Orange arrête son activité bancaire.

### Implantation internationale

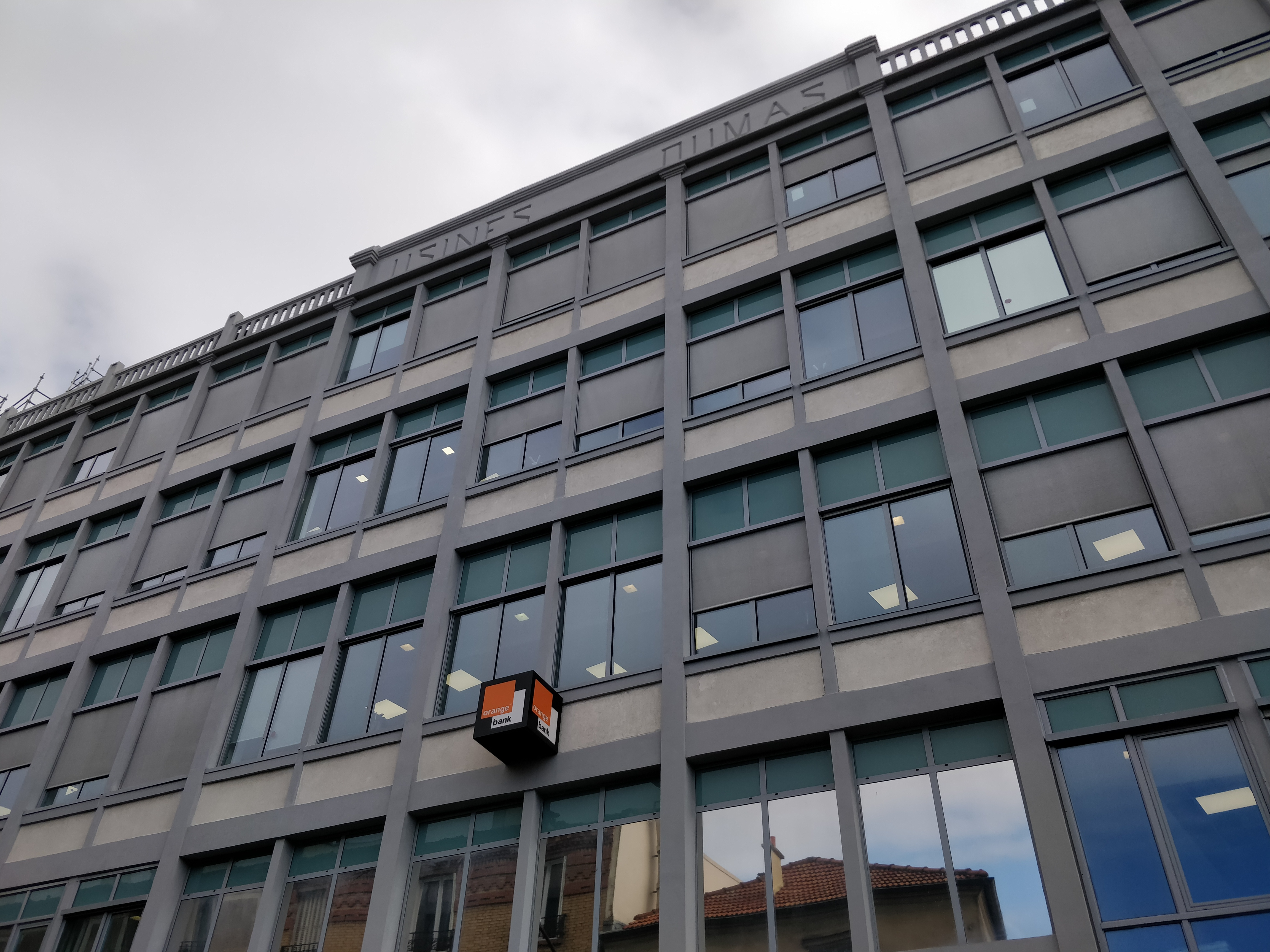
Siège social d'Orange Bank à Montreuil.

Après son lancement en France le 2 novembre 2017, Orange Bank annonce son arrivée en Belgique et en Espagne courant 2018, profitant de la présence de l'opérateur téléphonique et son réseau de boutiques, comme en France, dans les deux pays. Le déploiement est prévu en Pologne, en Belgique et en Slovaquie entre le 11 juillet 2020 et le 12 septembre 2023.
Le 24 juillet 2020, Orange annonce le lancement d'Orange Bank Africa (OBA) en Côte d'Ivoire en partenariat avec NSIA. Cette offre s'appuie sur le mobile comme en Europe et propose épargne et crédit, en complément de l'offre Orange Money lancée sur le continent africain 14 ans plus tôt.

## Identité visuelle (logo)

Ancien logo de Groupama Banque du 26 mars 2003 au 6 janvier 2008.
Ancien logo de Groupama Banque du 7 janvier 2008 au 16 janvier 2017.
Logo d'Orange Bank du 17 janvier 2017 au 31 décembre 2024.

### Slogans
- Du 26 mars 2003 au 16 janvier 2017 : « Mon compte en ligne »
- Du 17 janvier 2017 au 31 décembre 2024 : « La banque maintenant »

## Modèle économique
La tenue de compte est gratuite. La carte de paiement Visa l'est également, à condition de l'utiliser au moins une fois par mois (carte, paiement mobile cumulés), sinon elle est facturée deux euros par mois.
Orange Bank a mis en place pour ses clients un robot doté d'une intelligence artificielle nommé Djingo. Ce conseiller virtuel s'appuie sur la solution d'IBM Watson.
La banque se rémunère sur les commissions d’interchange, soit entre 0,2 % et 0,3 % des achats[réf. nécessaire].
Orange Bank propose des crédits à la consommation ainsi que des crédits immobiliers.